# شاة ولي (مقاطعة ديواندرة)
شاة ولي (بالفارسية: شاه ولی) هي قرية تقع في قسم زرينه الريفي (مقاطعة ديواندرة) في إيران. يقدر عدد سكانها بـ 168 نسمة بحسب إحصاء 2016.